# Falling Slowly
"Falling Slowly" là một bài hát đoạt giải Giải thưởng Viện Hàn lâm, được sáng tác và biểu diễn bởi cặp đôi Glen Hansard và Markéta Irglová.  Bài hát xuất hiện trong bộ phim Once của hai người. Falling Slowly được đề cử Giải Oscar năm 2007, và giành được giải vào ngày 24 tháng 2 năm 2008. Nó đã vượt qua bài hát theo phong cách gospel "Raise It Up" của phim August Rush và ba bài hát từ bộ phim ca nhạc hiện đại của Disney Enchanted.
Đã có lúc việc đề cử bài hát cho giải Oscar gây ra những tranh cãi, vì nó đã xuất hiện vào năm 2006 trong một CD do ban nhạc của Hansard phát hành, The Frames cũng như trong phim Beauty in Trouble và đã được biểu diễn bởi cặp đôi này trong một số buổi biểu diễn ở châu Âu. Viện Hàn lâm kết luận rằng vì bài hát đã được sáng tác riêng cho bộ phim, và việc xuất hiện ở nơi công cộng trước đây, trong thời gian bộ phim đang được quay, với số lượng như vậy là không đáng kể, nên nó vẫn đủ tư cách đề cử.

### Bảng xếp hạng
Bài hát xếp vị trí thứ 16 trong Bảng xếp hạng Đĩa đơn Ireland khi nó lần đầu tiên được The Frames phát hành. Bản do Glen Hansard và Markéta Irglová trình diễn xếp ở vị trí thứ 28 vào tháng 12 năm 2007, trước khi đạt đến vị trí thứ 1 vào tháng 2 năm 2008, sau khi bài hát thắng giải Oscar.
| Bảng xếp hạng (2008)          | Vị trí cao nhất |
| ----------------------------- | --------------- |
| Bảng xếp hạng Đĩa đơn Ireland | 3               |
| Canada Hot 100                | 8               |
| Billboard Hot 100 Mỹ          | 61              |